# هاك بيتس
هاك بيتس (بالإنجليزية: Huck Betts)‏ هو لاعب كرة قاعدة أمريكي، ولد في 18 فبراير 1897 في ميلسبورو في الولايات المتحدة، وتوفي بنفس المكان في 13 يونيو 1987.

## وصلات خارجية
- هاك بيتس على موقعبيزبول رفرنس.كوم (الدوري الرئيسي) (الإنجليزية)
- هاك بيتس على موقعبيزبول رفرنس.كوم (الدوري الثانوي) (الإنجليزية)
- هاك بيتس على موقع مشجعي الرسوم البيانية (الإنجليزية)